# Lasioglossum dasygaster
Lasioglossum dasygaster is een vliesvleugelig insect uit de familie Halictidae. De wetenschappelijke naam van de soort is voor het eerst geldig gepubliceerd in 1894 door Vachal.